# Molí del Polvorer
El Molí del Polvorer és una obra de Pontils (Conca de Barberà) inclosa a l'Inventari del Patrimoni Arquitectònic de Catalunya.

## Descripció
Molí gairebé derruït del que es conserven dos cacaus de la bassa de dimensions reduïdes, tot i que colgat de terra. La resta de l'edifici ha desaparegut i només es conserven les arrencades dels murs, que s'adossen a la bassa, únic element reconeixible.

## Història
Recollia l'aigua del Gorg d'en Barberà, que està enfront del molí d'en Solé.